# Zebrias munroi
Zebrias munroi är en fiskart som först beskrevs av Whitley, 1966.  Zebrias munroi ingår i släktet Zebrias och familjen tungefiskar. Inga underarter finns listade i Catalogue of Life.